# Walo Deuber
Walo Deuber (* 29. März 1947 in Freiburg im Üechtland; † 28. April 2017 in Erlenbach ZH) war ein Schweizer Journalist, Filmregisseur, Drehbuchautor und Politiker.

## Leben
Walo Deuber studierte an der Universität Zürich und an der Freien Universität Berlin Germanistik, Geschichte und Philosophie und schloss 1976 als Dr. phil. I mit einer Dissertation zum Werkkreis Literatur der Arbeitswelt ab.
Ab 1976 bis 1981 war Deuber Journalist bei verschiedenen Medien, u. a. bei Blick und Schweizer Illustrierte, bei der sozialdemokratischen Tageszeitung AZ und der Fotoagentur Keystone. Er war auch Lektor beim Zürcher Limmat Verlag.
Deuber berichtete u. a. aus Biafra, Bangladesch, Indien und Berlin und war als humanitärer Helfer in Flüchtlingslagern tätig.
Ab 1981 kam Deuber  durch „learning by doing“ zum Film, zuerst beim Fernsehen DRS mit Filmen im Sendegefäss Telebühne zusammen mit Xavier Koller. Er war Drehbuchautor und Regisseur von Spiel- und Dokumentarfilmen in der Schweiz, Deutschland, den USA, Italien und in der Ukraine.
1998 bis 2014 war er Dozent für Dramaturgie, Literatur und Film an der Hochschule Luzern.
2001 bis 2007 war er als Visiting Professor für Literatur und Film an der California State University, Long Beach tätig.
2006 bis 2012 war Deuber Gemeinderat im Sozial- und im Gesundheitsressort in seiner Wohngemeinde Erlenbach.
Walo Deuber war  mit der Theologin Käthi La Roche verheiratet und Vater einer Tochter.

## Werkverzeichnis Filme (Auswahl)
- 1981 Die Redaktion, Telebühne zum Thema Pressefreiheit, mit Xavier Koller, Fernsehen DRS.
- 1982 Das Kuckucksnest, Telebühne zum Thema Datenschutz, mit Xaver Koller, Fernsehen DRS.
- 1985 Drehbuch für Der schwarze Tanner von Xavier Koller.
- 1985 Videopoly. Science-Fiction Fernsehfilm mit Peter Stierlin.
- 1988 Klassezämekunft. Spielfilm mit prominenter Besetzung mit Peter Stierlin.
- 1998 Spuren verschwinden. Dokufilm über Holocaust-Überlebende in der Ukraine.
- 2005 Ricordare Anna. Spielfilm.
- 2006 Er, der Hut, sitzt auf ihm dem Kopf. Robert Walser Geschichten. Mit Bruno Ganz als Sprecher.
- 2017 Giraffen machen es nicht anders – Die Vater Spur. Über seinen Vater, der nach Afrika auswanderte.

## Publikationen
- Walo Deuber: Realismus der Arbeiterliteratur: Praxis und Theorie im Werkkreis Literatur der Arbeitswelt. Dissertation. Verlag Reihe W, Zürich 1978.